# Lebanon, Wisconsin
Lebanon är en kommun i Dodge County i delstaten Wisconsin, USA.